# Rosstauscherberg
Der Rosstauscherberg, auch Roßtauscherberg, ist ein 999 m ü. A. hoher Berg im Böhmerwald in Oberösterreich.

## Lage und Umgebung
Der Rosstauscherberg gehört zur Gemeinde Ulrichsberg im Bezirk Rohrbach. Er liegt in den Einzugsgebieten des Hammerbachs und des Ramenaibachs.
Der Berg befindet sich innerhalb des 9.350 Hektar großen Europaschutzgebiets Böhmerwald-Mühltäler. Er ist außerdem Teil der 22.302 Hektar großen Important Bird Area Böhmerwald und Mühltal.
Der Nordwaldkammweg, der hier Teil des Europäischen Fernwanderwegs E6 ist, führt über den Berg. Gleiches gilt für drei mittelschwere Langlaufloipen: die nach Christian Hoffmann benannte 13,2 km lange Christian-Hoffmann-Loipe, die 12 km lange Bärnsteinloipe und die 1,8 km lange Jägerhütte-Loipe.

## Geologie und Pflanzenwelt
In geologischer Hinsicht ist der Rosstauscherberg von Eisgarner Granit geprägt. Auf dem staunassen Plateau des Rosstauscherbergs wachsen nasse Fichten-Wälder beziehungsweise Fichten-Tannen-Wälder. Die kleine Seilerwiese am Osthang ist eine magere Rot-Schwingel-Wiese mit Borstgras.